# Mittelmeer-Mjösen-Zone

Verlauf der Abschnitte der Bruchzone in Europa

Die Mittelmeer-Mjösen-Zone ist eine Bruchzone in der kontinentalen Erdkruste, die Europa vom Mittelmeer bei Marseille her längs des Rhone-Grabens und den Rheingraben entlang bis in den Mjøsa-See in Südnorwegen auf einer Länge von 2000 km durchzieht. Sie ist ein Teil des Westeuropäischen Riftsystems.
Der Ausdruck Mittelmeer-Mjösen-Zone wird in neuerer Fachliteratur nur noch vereinzelt verwendet. Überwiegend wird die Struktur nun als European Cenozoic rift system (abgekürzt ECRIS) bezeichnet.
Der Begriff Mittelmeer-Mjösen-Zone wurde im Jahr 1925 von dem deutschen Geologen Hans Stille geprägt. Als Einzelelemente gehören zu der Bruchzone das Tal der Rhone und seine nördliche Fortsetzung, der Bresse-Graben, der Oberrheingraben und das Mainzer Becken. Hier teilt sich das Bruchsystem in einen nordöstlichen und einen nordwestlichen Ast. Zum nordwestlichen Ast gehört die Niederrheinische Bucht und der Niederrheinische Graben als zentrale niederländische Bruchzone, zum nordöstlichen Ast die Wetterau, das Gießener Becken, das Amöneburger Becken, der Neustädter Sattel, die Westhessische Senke, der Leinegraben, ein Teil der Salzstockregion in Norddeutschland, das Kattegat, der Oslograben und schließlich der Mjøsa-See.
Im Umfeld der Mittelmeer-Mjösen-Zone kam es teilweise zu vulkanischen Aktivitäten, wie dies zum Beispiel der Kaiserstuhl oder der Hohe Habichtswald westlich von Kassel, der überwiegend aus Basalten aufgebaut ist, beweisen.